# Miháld
Miháld is een plaats (község) en gemeente in het Hongaarse comitaat Zala. Miháld telt 921 inwoners (2001).